# Presses universitaires de la Méditerranée
Les Presses universitaires de la Méditerranée (PULM) sont basées à Montpellier et rattachées au service de la recherche de l’université Paul-Valéry, Montpellier 3. 
Elles sont dirigées par Céline Paganelli depuis septembre 2019. Les PULM ont pour mission de valoriser la recherche et les connaissances scientifiques dans le domaine des arts, lettres et sciences humaines et sociales. Elles assurent l’intégralité de la production du livre ainsi que la diffusion et la distribution de leurs ouvrages.

## Histoire
Les PULM ont été créées en 2007 à partir du Service des publications de l’université Paul-Valéry Montpellier III qui existait depuis 1983. Elles ont été dirigées par Dominique Triaire entre 2007 et 2019. Céline Paganelli lui a succédé en septembre 2019.  
La maison d’édition a publié plus de 500 ouvrages. 
En 2011, les PULM ont fait le choix du numérique : cinq revues sont aujourd'hui en ligne sur le portail OpenEdition Journals, et une centaine d'ouvrages sur OpenEdition Books.
La politique des PULM est définie par le comité éditorial qui réunit les directeurs et directrices de collection et les représentantes et représentants de la présidence de l’université.

## Collections
Les PULM publient une vingtaine d’ouvrages par an dans le domaine des sciences humaines et sociales, répartis dans les collections suivantes :
- Arts,
- Asie contemporaine,
- Cirque,
- Collection des Littératures,
- Economie, droit, management,
- Estudis Occitans,
- Etudes culturelles Mundi,
- Géorisques,
- Histoire et sociétés,
- Horizons anglophones,
- Mondes anciens,
- Mutations en éducation et en formation,
- Pratiques musicales et histoire,
- Psychologie, Santé et Société,
- Regards SIC,
- Sciences du langage,
- Sociologie des imaginaires,
- Territoires en mutation,
- Voix des Suds (devenue Voix des Suds et des Orients en 2019).

ainsi qu'une série d'ouvrages "En poche" qui se décline pour l'ensemble des collections.

## Revues
Les PULM publient neuf revues :
Sept d'entre elles sont accessibles sur Open Editions Journals : https://journals.openedition.org/
- Revue des langues romanes (créée en 1870),
- Cahiers Victoriens et Edouardiens (créés en 1974),
- Lengas (créée en 1977),
- Travaux de didactique du français langue étrangère (créés en 1979),
- Cahiers de praxématique (créés en 1983),
- Éducation et socialisation (les cahiers du CERFEE) (créée en 1988),
- Études britanniques contemporaines (créées en 1991).

Les deux plus récentes sont en libre accès sur le site des PULM : 
- Circus Sciences
- Orientales

## Diffusion
Les PULM diffusent la Revue archéologique de Narbonnaise.